# 新喀里多尼亚议会
新喀里多尼亚议会（法語：Congrès de la Nouvelle-Calédonie）是法国海外领土新喀里多尼亚的立法机关。新喀里多尼亚议会实行一院制，有54名议员，由32名南部省議員、15名北部省議員、7名洛亚蒂群岛省議員組成。每届议会任期5年。现任议会议长是罗克·瓦米坦。